# Coefficient de portance
En mécanique des fluides, le coefficient de portance est un nombre sans dimension qui permet le calcul de sa portance, une composante des forces aérodynamiques qui s'exercent sur l'objet lorsqu'il se déplace dans l'air (ou dans un autre milieu) et fait partie de la famille des coefficients aérodynamiques. La valeur de ce nombre dépend de la forme et de la position d'un objet par rapport au fluide, des caractéristiques du fluide (nombre de Froude, nombre de Mach).
Le plus souvent, ce terme désigne le coefficient de portance verticale Cz ; il est utilisé en aérodynamique (mécanique du vol) et en hydrodynamique.

## Généralités
Le coefficient de portance est utilisé pour quantifier la portance d'un profil (en 2 dimensions) ou d'un corps profilé (en 3 dimensions) en aérodynamique (aile d'avion, de planeur, pale d'hélice, d'hélicoptère, ailette de turbine (ou aube) ou en hydrodynamique (plan anti-dérive ou "quille de voilier", safran, hydrofoil ou foil, gouverne de sous-marin).
En effet, lorsqu'une aile (ou tout autre corps) subit un vent relatif (soit parce qu'elle se déplace dans l'air (cas réel), soit parce que l'air s'écoule autour d'elle), une force dite aérodynamique s'exerce sur cette aile. Cette force est usuellement décomposée par rapport à la direction du vent relatif ; la composante parallèle s'appelle la traînée, la composante perpendiculaire constitue la portance. La portance n'est donc verticale qu'en vol horizontal. Elle dépend :
- du milieu dans lequel a lieu le déplacement ;
- de la vitesse de déplacement ;
- de la dimension et de la forme de l'aile/l'objet.

Quantitativement, la portance s'exprime de la manière suivante :
{\displaystyle F_{z}\,={\frac {1}{2}}\rho V^{2}SC\,}
Où :
- {\displaystyle \rho } est la masse volumique, caractérisant le milieu dans lequel le déplacement a lieu
- {\displaystyle V} est la vitesse
- {\displaystyle S} est la surface de l'objet (dite surface alaire pour une aile d'aérodyne).
- {\displaystyle C\,} est le coefficient de portance.

En projection sur l'axe vertical (z) ou sur l'axe horizontal perpendiculaire au mouvement (y), on obtient le coefficient de portance verticale {\displaystyle C_{z}\,} et le coefficient de portance latérale {\displaystyle C_{y}\,}.

## Coefficient de portance
En mécanique des fluides, c'est un nombre sans dimension qui quantifie la capacité de portance d'une surface. La portance n'est pas obligatoirement verticale (opposée à la gravité) ; elle est perpendiculaire à la vitesse.
C'est le rapport entre la force de portance Fz et le produit de la pression dynamique q par la surface S :
{\displaystyle C_{z}={\frac {F_{z}}{q\times S}}}
avec Fz en newtons et {\displaystyle q={\frac {1}{2}}\rho V^{2}}
avec ρ = masse volumique du fluide en kg/m3 et V = vitesse de déplacement en m/s
avec S : surface de référence (surface projetée dans le plan x-y pour une aile)

### Valeurs
- en aérodynamique, le Cz d'une aile est d'environ 0,3 à 0,7 en vol de croisière, et peut atteindre 2,3 à 2,7 avec les systèmes hypersustentateurs (becs, volets à fente) des avions de ligne.

Le Cz d'une aile delta (Concorde) ne dépasse pas l'unité.
- en hydrodynamique, le Cz d'un foil (aile portante immergée) est d'environ 0,3 à 0,7 à la vitesse de croisière.

## Coefficient de portance latérale
Le coefficient de portance latérale quantifie les forces et les moments latéraux (moment de lacet) d'un aérodyne ; il est noté Cy.
Il exprime la force aérodynamique produite latéralement par un objet en mouvement dans l'air : par le fuselage d'un avion lorsqu'il est en dérapage ou par une gouverne de contrôle latéral (gouvernail, volet de direction d'un empennage vertical).
C'est le rapport entre la force de portance Fy et le produit de la pression dynamique q par la surface S :
{\displaystyle C_{y}={\frac {F_{y}}{q\times S}}}
avec S : surface de référence (surface projetée dans le plan x-z pour un fuselage ou une gouverne de direction)